# NGC 7823
NGC 7823 ist eine Spiralgalaxie vom Hubble-Typ SAbc im Sternbild Tukan am Südsternhimmel. Sie ist schätzungsweise 198 Millionen Lichtjahre von der Milchstraße entfernt und hat einen Durchmesser von etwa 65.000 Lichtjahren.
Das Objekt wurde am 11. August 1836 von John Herschel entdeckt.